# Björnbergstjärnen (naturreservat)
Björnbergstjärnen är ett naturreservat i Åsele kommun i Västerbottens län.
Området är naturskyddat sedan 2009 och är 108 hektar stort. Reservatet omfattar Björnberget och en liten våtmark med en tjärn norr om berget. Reservatet består främst av urskogsartad granskog